# Arno Schmidt Stiftung

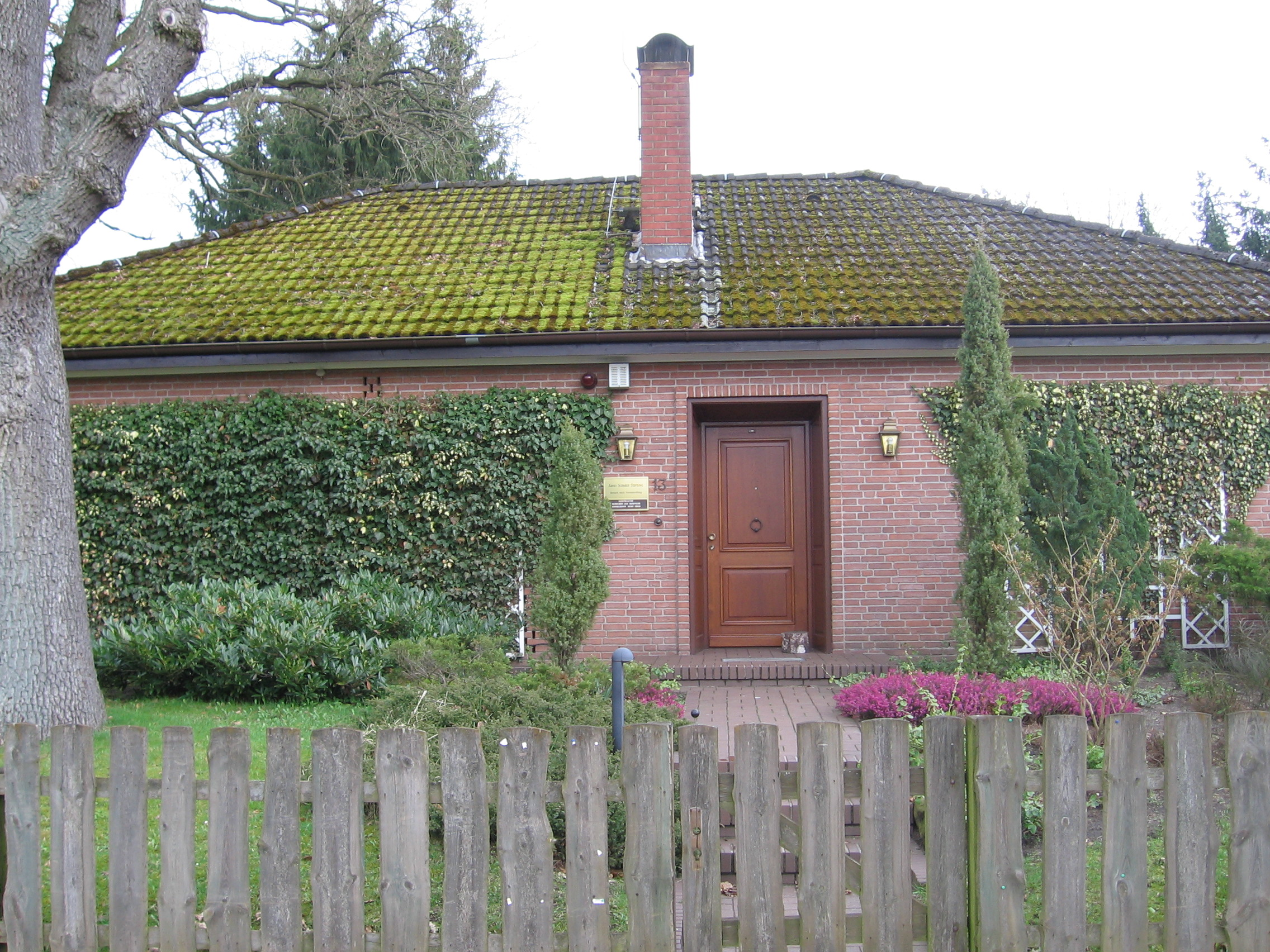
Gebäude der Arno Schmidt Stiftung in Bargfeld

Die Arno Schmidt Stiftung hat ihren Sitz in Bargfeld, Niedersachsen, dem letzten Wohnort des Schriftstellers Arno Schmidt. Sie wurde 1981 von seiner Witwe Alice Schmidt und Jan Philipp Reemtsma gegründet. Die Stiftung ist seit 1983 die Alleinerbin aller Rechte am Werk Arno Schmidts.
Geschäftsführender Vorstand der Stiftung ist Susanne Fischer. Dem Vorstand gehören außerdem Joachim Kersten, Bernd Rauschenbach, Jan Philipp Reemtsma und Ann Kathrin Scheerer an. Buchgestalter der Arno Schmidt Stiftung ist Friedrich Forssman, wissenschaftliche Mitarbeiterin Michaela Nowotnick.

## Zielsetzung
Laut Satzung soll die Stiftung „das Andenken Arno Schmidts pflegen und sein Werk und seine Persönlichkeit für die Nachwelt darstellen und erforschen sowie die Literatur fördern.“

## Tätigkeiten
Die Arno Schmidt Stiftung ist Herausgeberin der Werkausgabe Arno Schmidts (Bargfelder Ausgabe), die über die Website der Stiftung auch online durchsucht werden kann. Neben den veröffentlichten und nachgelassenen Werken erscheinen hier Briefwechsel des Autors. Darüber hinaus werden die Tagebücher von Alice Schmidt ediert. 
Ausstellungen und Symposien zu Leben und Werk des Autors werden von der Stiftung organisiert und gefördert, ferner unterstützt sie themenbezogene Publikationen und bietet Lesungen sowie Seminare an Universitäten an. Bis 1988 verlieh die Stiftung den Arno Schmidt Preis, der in ein literarisches Stipendium umgewandelt wurde. Der Nachlass Arno Schmidts wird ebenfalls von der Stiftung verwaltet.

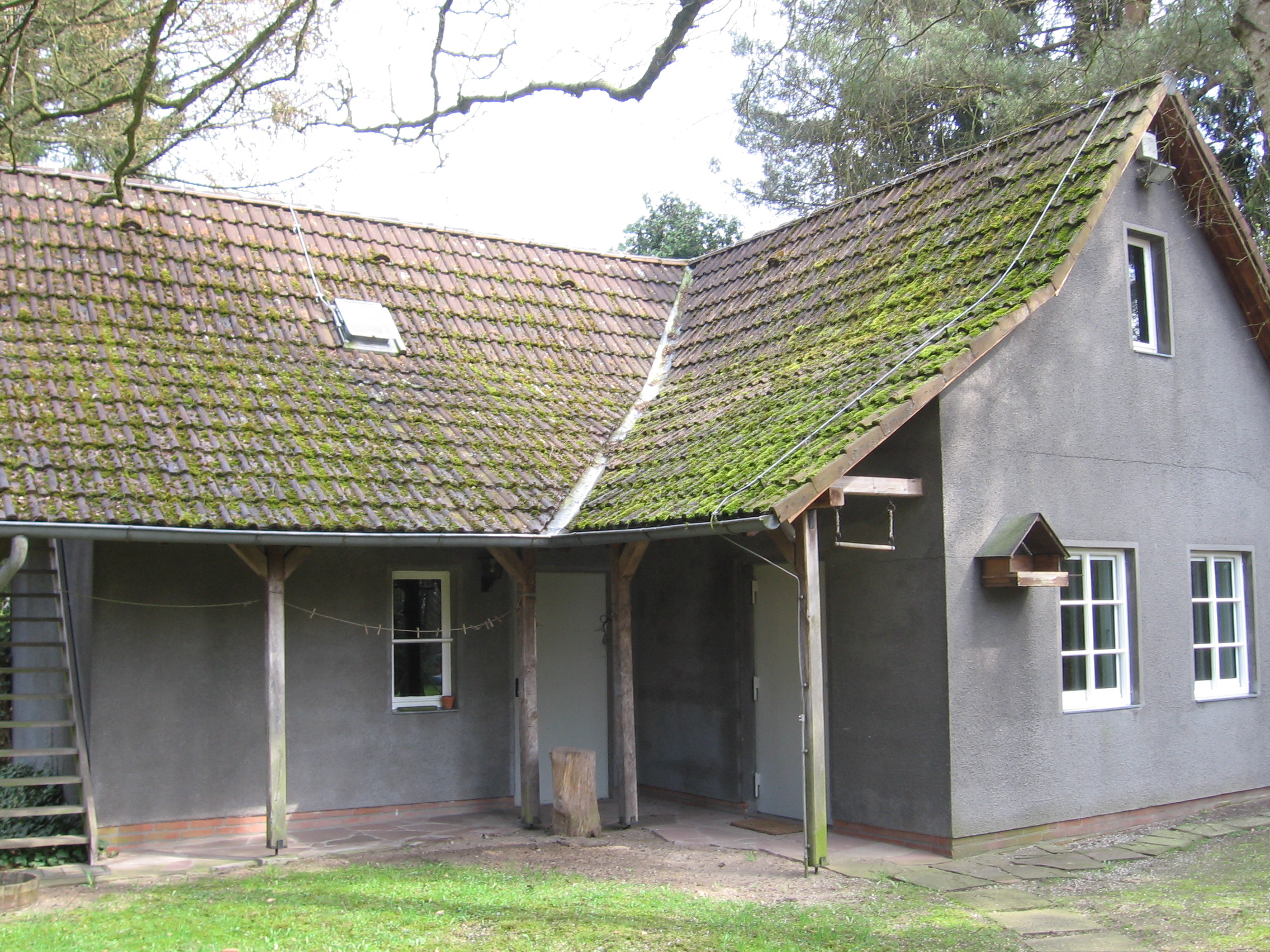
Früheres Wohn-, Arbeits- und Archivhaus von Arno Schmidt in Bargfeld

Das Wohnhaus von Arno und Alice Schmidt auf dem Nachbargrundstück der Stiftung ist heute eine Gedenkstätte und kann im Rahmen von Führungen besucht werden.

## Peter Rühmkorf
Der Arno Schmidt Stiftung wurde von Peter Rühmkorf das Urheberrecht an seinem Werk übertragen. Seit seinem Tod 2008 bemüht sich die Stiftung um die Verbreitung seines Werks, organisiert Ausstellungen und beteiligt sich an der Erschließung seines Nachlasses im Deutschen Literaturarchiv Marbach.